# Dechy
Dechy : miejscowość i gmina we Francji, w regionie Hauts-de-France, w departamencie Nord.
Według danych na rok 1990 gminę zamieszkiwały 5464 osoby, a gęstość zaludnienia wynosiła 589 osób/km² (wśród 1549 gmin regionu Nord-Pas-de-Calais Dechy plasuje się na 159. miejscu pod względem liczby ludności, natomiast pod względem powierzchni na miejscu 368). Liczne skupisko Polaków.